# Sufragi directe
Es denomina sufragi directe o elecció directa aquell en el qual els votants elegeixen els seus governants directament, sense tràmits ni funcionaris intermedis. Es tracta d'un sistema oposat al sufragi indirecte.
En general, el model d'elecció directa es considera més democràtic que el sufragi indirecte, en el qual la població no coneix amb antelació qui serà el seu representant, i ha anat reemplaçant progressivament aquest últim.
El sufragi directe, d'altra banda, és una millor aplicació de la regla de la majoria, que consisteix a impedir la formació de col·legis electorals integrats per membres que representin diferents quantitats de ciutadans.
Per extensió, el terme sufragi directe s'aplica a tots els processos electorals, siguin o no polítics, en els quals s'elegeixen directament els funcionaris.